# Coussarea klugii
Espèce
Statut de conservation UICN

 DD  : Données insuffisantes
Coussarea klugii est une espèce de plantes de la famille des Rubiaceae.

## Publication originale
- Memoirs of The New York Botanical Garden 17(1): 363. 1967.